# IC 5177
IC 5177 ist eine Balken-Spiralgalaxie vom Hubble-Typ SBb im Sternbild Pegasus am Nordsternhimmel. Sie ist schätzungsweise 370 Millionen Lichtjahre von der Milchstraße entfernt.
Das Objekt wurde am 23. Oktober 1903 vom französischen Astronomen Stéphane Javelle entdeckt.